# Odontosyllis fulgurans
Odontosyllis fulgurans är en ringmaskart som först beskrevs av Jean Victor Audouin och Milne-Edward 1833.  Odontosyllis fulgurans ingår i släktet Odontosyllis och familjen Syllidae. Arten har ej påträffats i Sverige.

## Underarter
Arten delas in i följande underarter:
- O. f. dolerus
- O. f. japonica